# Gemaingoutte
Gemaingoutte (deutsch Gemeingut) ist eine französische Gemeinde mit 152 Einwohnern (Stand 1. Januar 2022) im Département Vosges in der Region Grand Est (bis 2015 Lothringen). Sie gehört zum Arrondissement Saint-Dié-des-Vosges und zum Gemeindeverband Saint-Dié-des-Vosges.

## Geografie
Die Gemeinde Gemaingoutte liegt unweit des Vogesenkammes, etwa 13 Kilometer östlich von Saint-Dié-des-Vosges, der Hauptstadt (chef-lieu) des gleichnamigen Arrondissements. Das 3,9 Quadratkilometer große Gemeindegebiet ist stark bewaldet (Bois du Beulay et de la Cude, Forêt Communale de Gemaingoutte). Die nördliche Gemeindegrenze markiert der Gebirgsbach Le Blanc Ruisseau, dessen Tal die Passstraße zum Col de Sainte-Marie nutzt. Der Blanc Ruisseau entwässert über Fave, Meurthe und Mosel zum Rhein. Den höchsten Punkt mit 986 Meter über dem Meer bildet die Nordflanke des 995 m hohen Tête du Violu im äußersten Südostzipfel der Gemeinde.

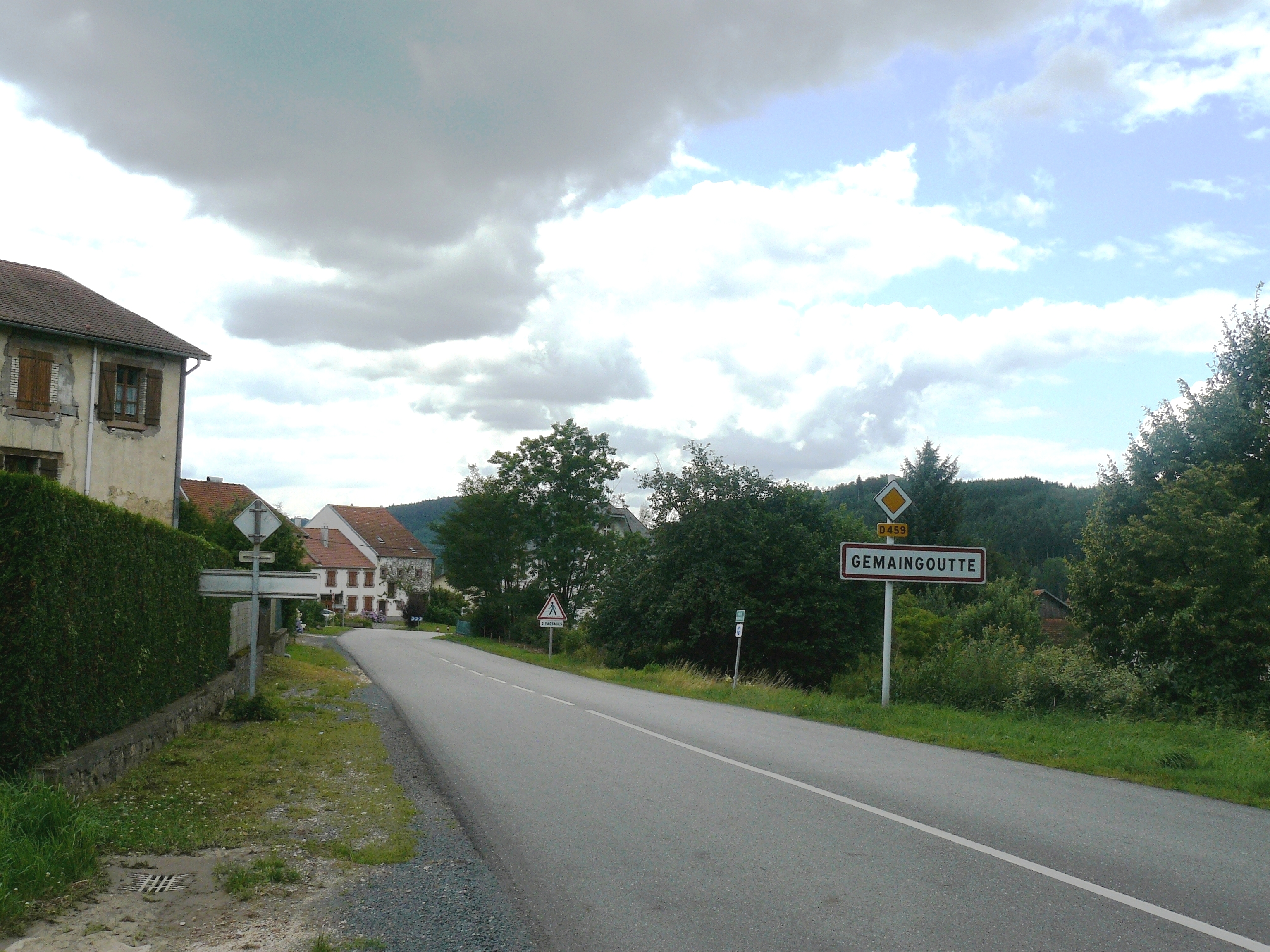
Östlicher Ortseingang

Zur Gemeinde Gemaingoutte gehören neben dem zentralen Dorf Gemaingoutte, das auch die Mairie beherbergt, die Ortsteile und Weiler La Sauture, La Sausse, La Logette, La Goutte Méline und Le Beulay sowie einige verstreute Einzelhöfe. Nachbargemeinden von Gemaingoutte sind Wisembach im Norden und Nordosten, Sainte-Marie-aux-Mines im Osten und Südosten sowie Ban-de-Laveline im Südwesten und Westen.

## Geschichte
Eine erste Erwähnung fand Gemaingoutte 1385 im Zusammenhang mit einer Familie Henneman, den Herren des Ortes. Dieser Name sowie der Gleichklang von Gemaingoutte und Gemeingut lassen darauf schließen, dass sich hier wie im Nachbardorf Wisembach alemannische Kolonisten aus dem nahen Elsass niederließen.

### Bevölkerungsentwicklung
| Jahr      | 1962 | 1968 | 1975 | 1982 | 1990 | 1999 | 2006 | 2014 | 2021 |
| Einwohner | 149  | 119  | 103  | 124  | 123  | 122  | 121  | 131  | 149  |

Die höchste Einwohnerzahl erreichte Gemaingoutte 1841, als man 374 Bewohner zählte. Die Zahlen basieren auf den Daten von cassini.ehess.fr und INSEE.

## Sehenswürdigkeiten
- Brunnen
- Flurkreuze

In Gemaingoutte gibt es keine Kirchen und Kapellen.

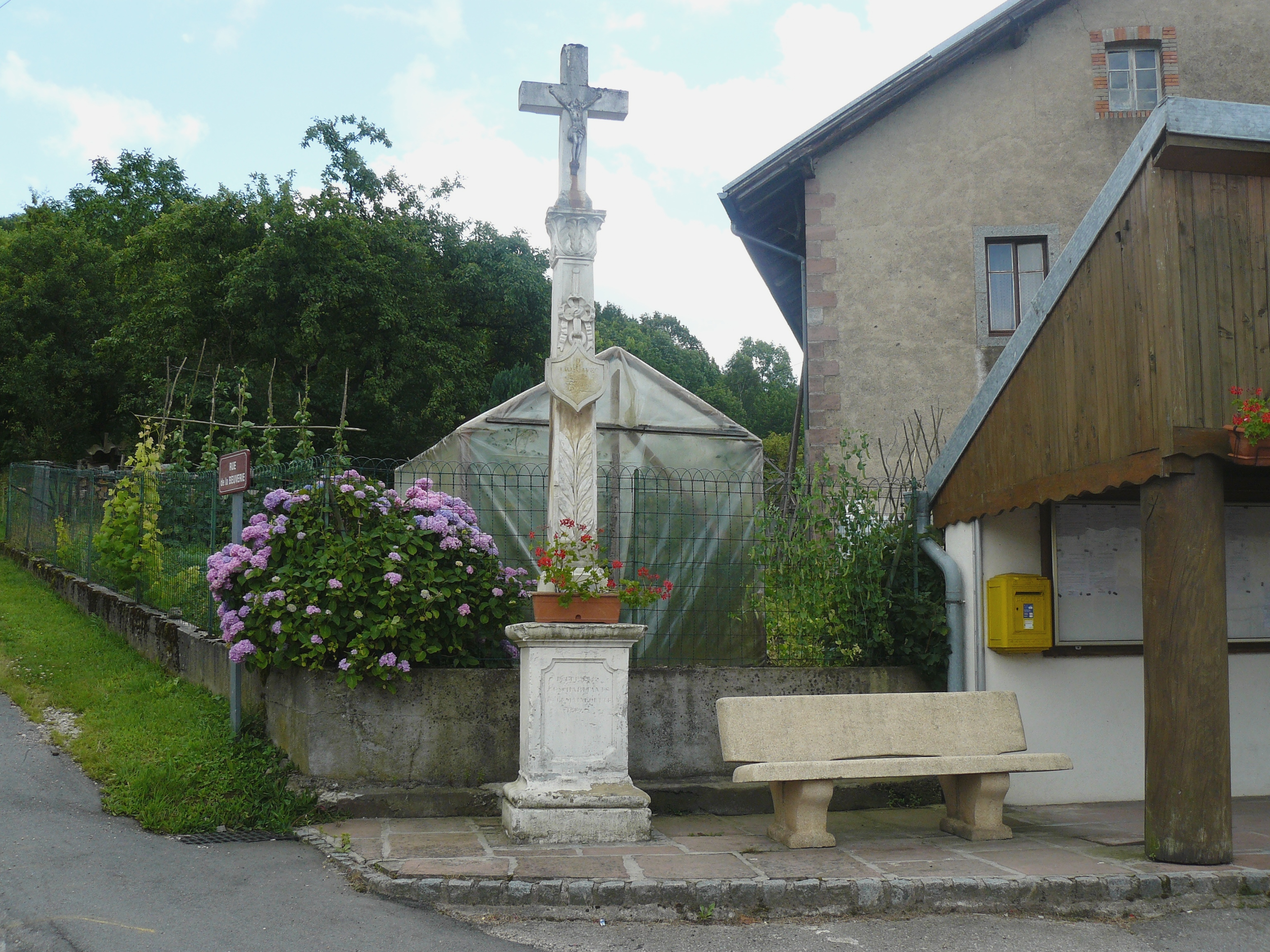
Calvaire
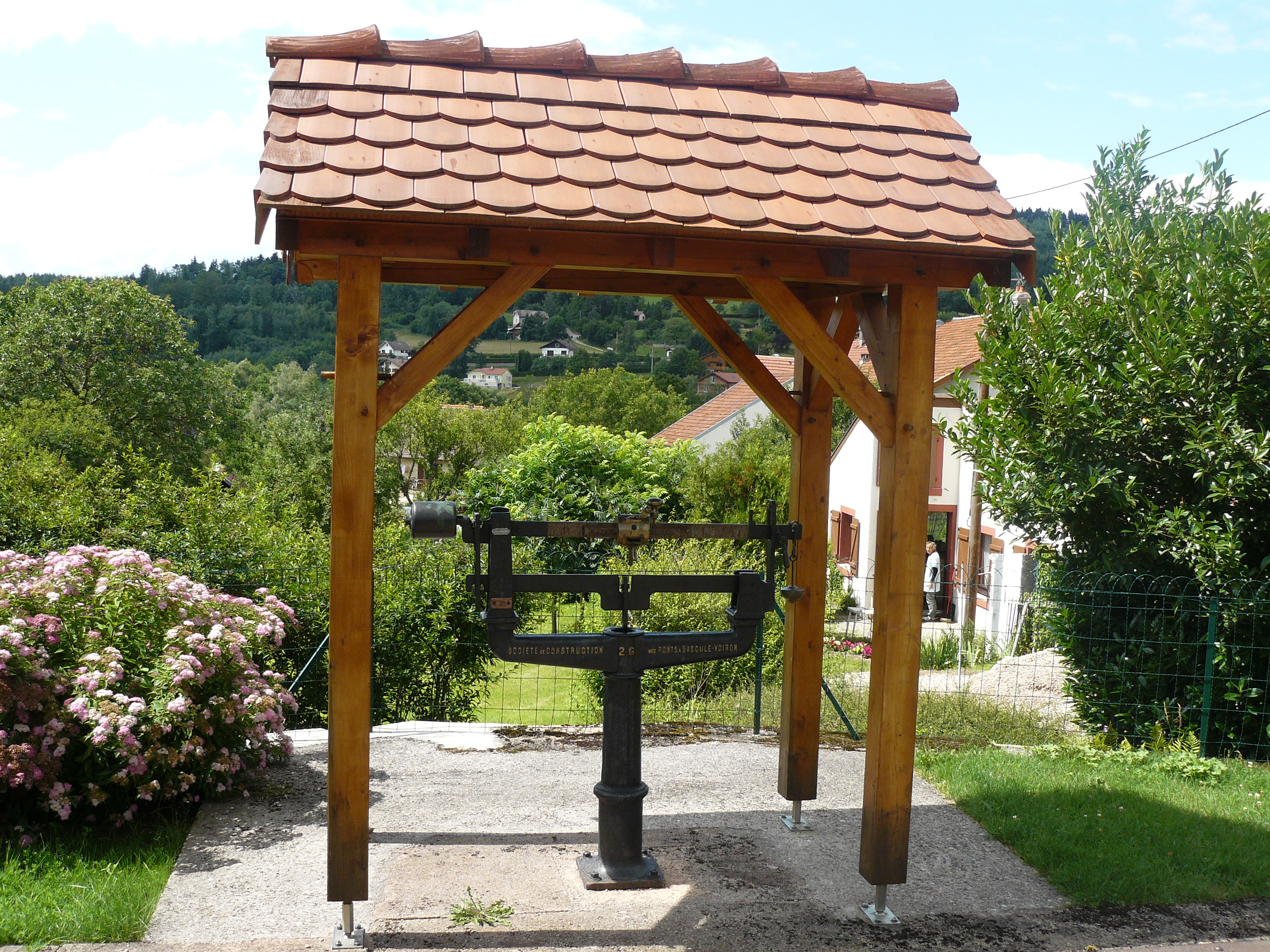
Ehemalige überdachte öffentliche Waage
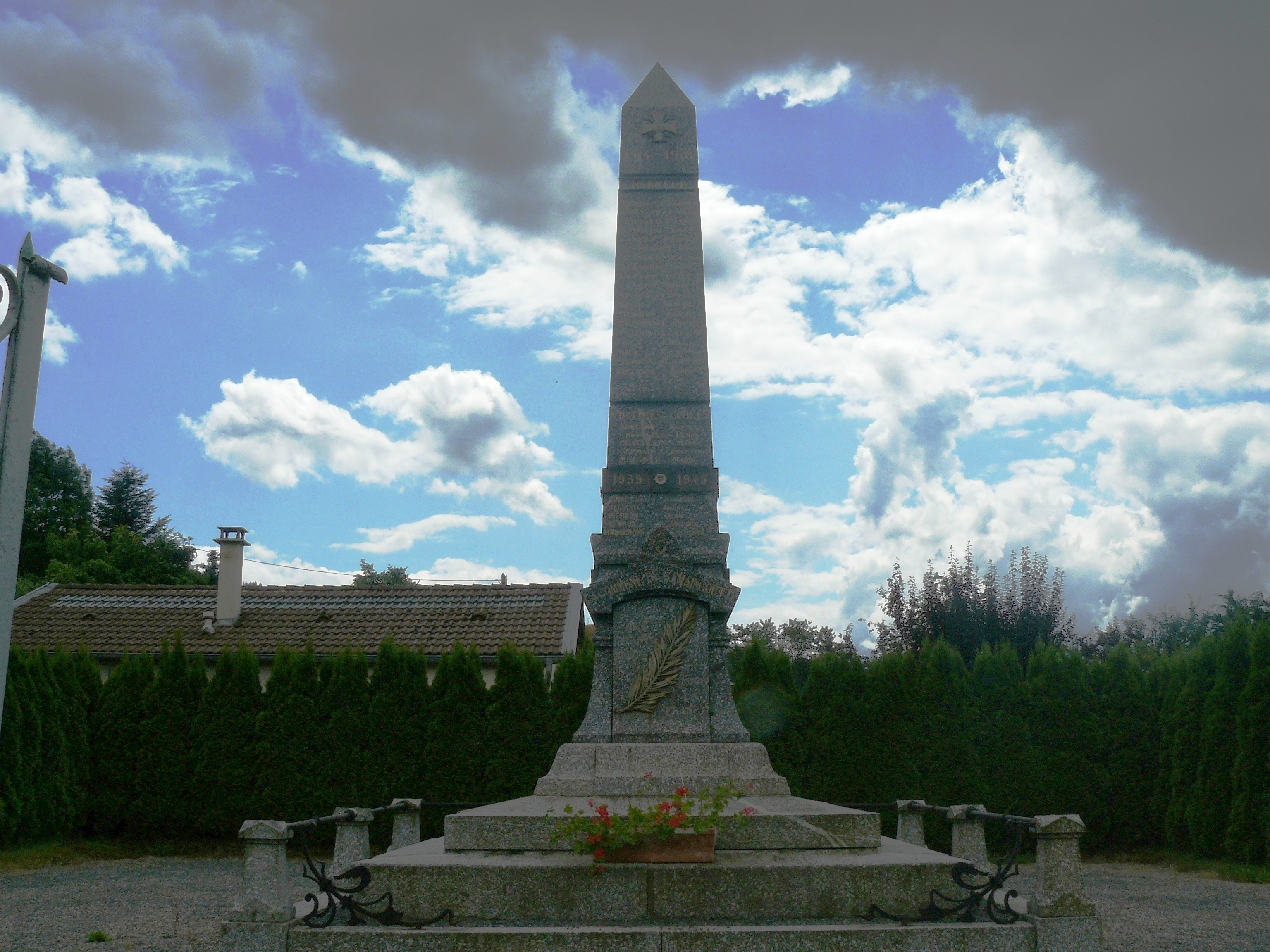
Gefallenendenkmal

## Wirtschaft und Infrastruktur
Die Land- und Forstwirtschaft spielen nur noch eine untergeordnete Rolle in der Gemeinde. Es gibt noch drei Landwirtschaftsbetriebe, die Milchvieh halten und Rinder züchten und mit Forêt Clean einen kleineren Forstbetrieb (Stand 2017). Neben Handwerk und Kleingewerbe hat sich der Tourismus stark entwickelt, der auf zahlreiche Ferienhäuser und einem Campingplatz aufbaut.
Durch Gemaingoutte führt die Fernstraße D459 von Saint-Dié-des-Vosges über den Pass Col de Sainte-Marie nach Sainte-Marie-aux-Mines. Seit dem Bau des Maurice-Lemaire-Tunnels einige Kilometer nördlich hat der Durchgangsverkehr abgenommen. Schmale Nebenstraßen führen nach Bertrimoutier und Ban-de-Laveline. Der nächste Bahnhof befindet sich in der vier Kilometer entfernten Gemeinde Raves an der Bahnstrecke Strasbourg–Saint-Dié.

## Belege
1. ↑  Richard Boeckh: Der Deutschen Volkszahl und Sprachgebiet in den europäischen Staaten. 31. Dezember 1869.
2. ↑  Geschichte auf gemaingoutte.fr
3. ↑  Gemaingoutte auf cassini.ehess.fr
4. ↑  Gemaingoutte auf insee.fr
5. ↑  Betriebe auf annuaire-mairie.fr (französisch)